# Ara ararauna
L'ara gialloblù (Ara ararauna) è un uccello della famiglia degli Psittacidi.

## Descrizione
L'ara gialloblù, spesso semplicemente chiamata «ararauna», è senza dubbio la specie di ara più nota e più diffusa: colore e dimensioni, docilità e tranquillità la rendono eccellente come animale da compagnia ma anche come giocoliere circense (in alcuni parchi acquatici e parchi-giochi infatti questi pappagalli costituiscono una vera attrazione, da soli o in associazione con altri animali).

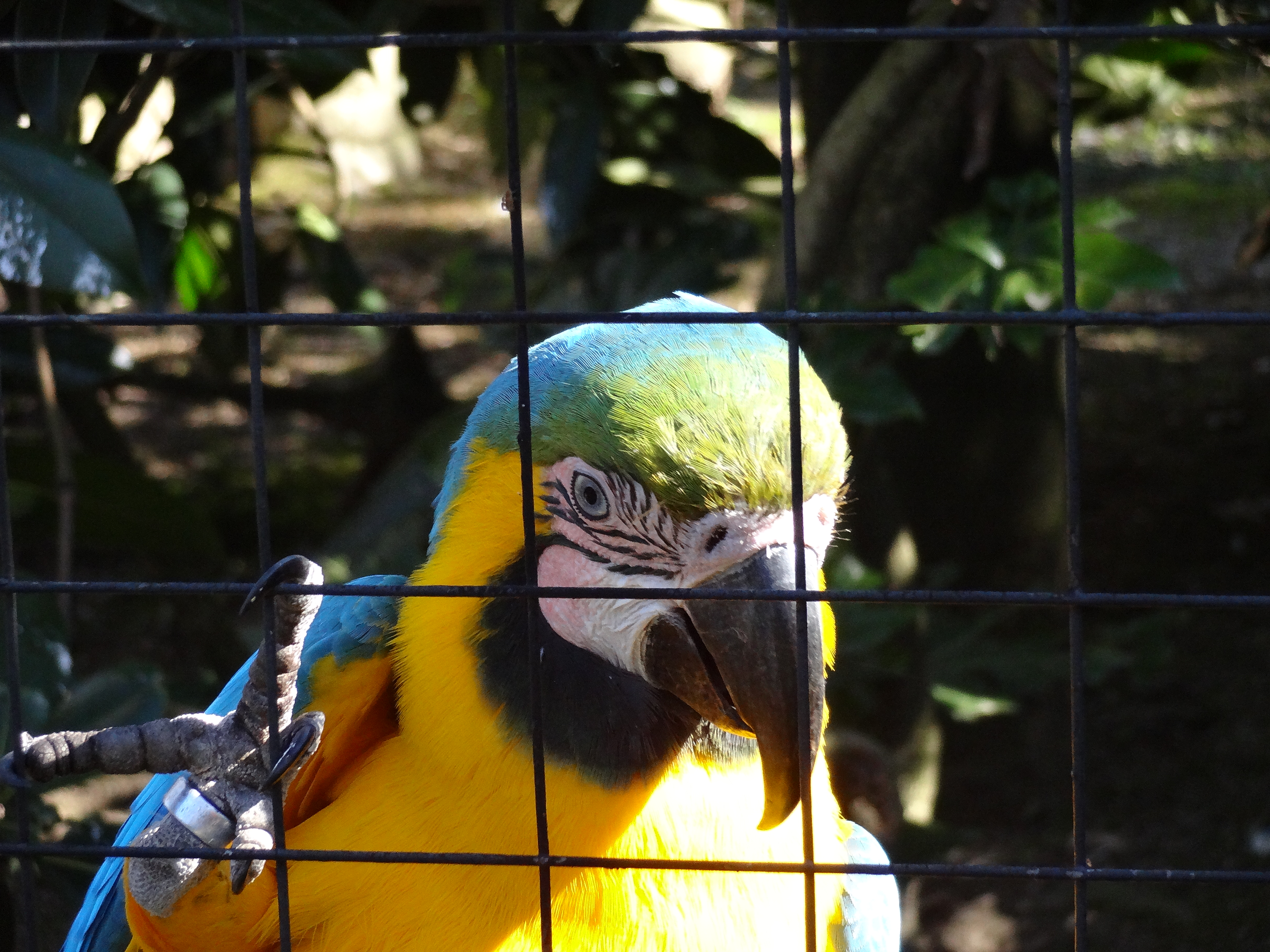
Ara gialloblù in recinto

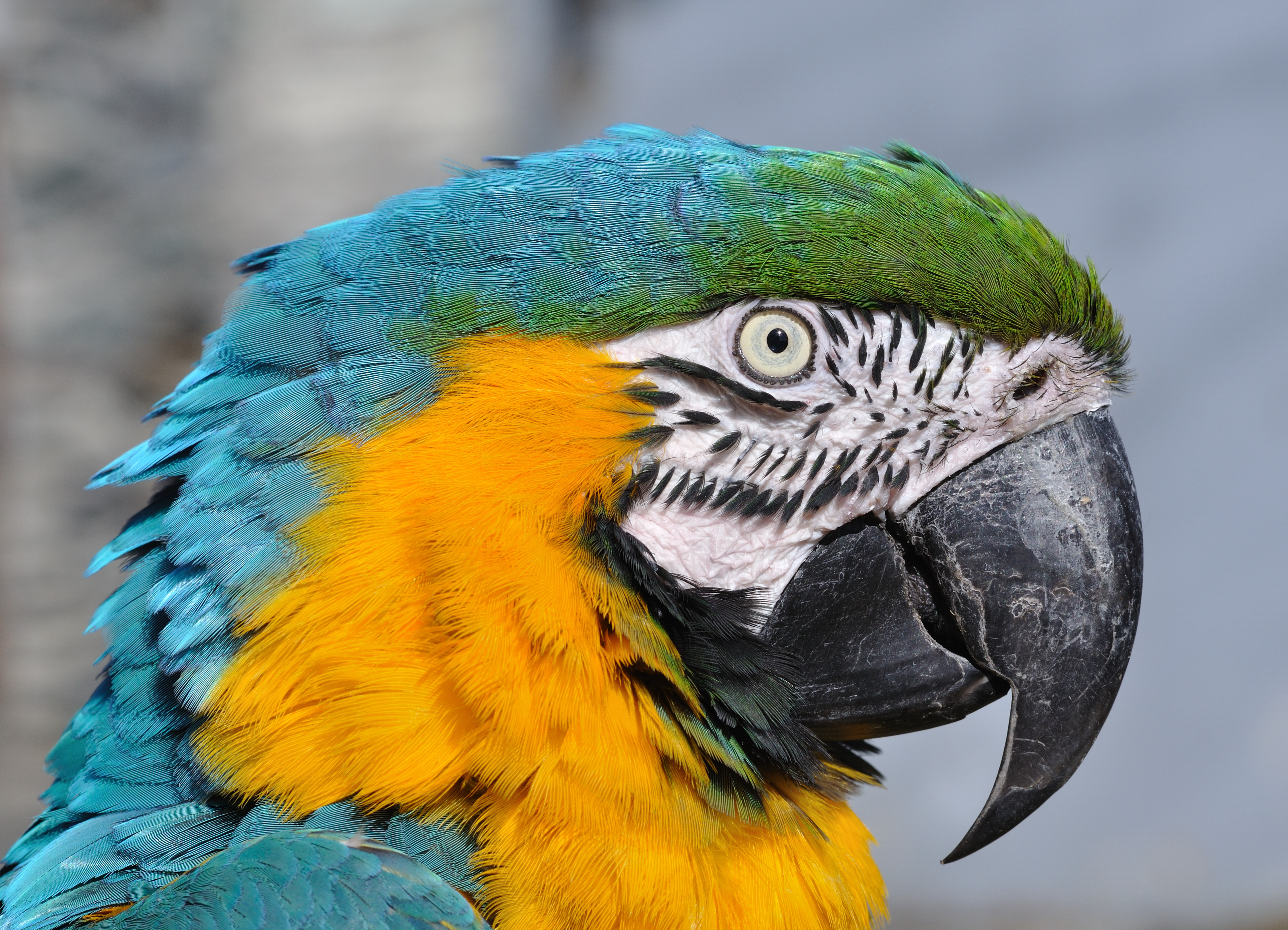
Testa di Ara ararauna

Si tratta di un animale molto bello per forma e colori, longevo e molto robusto e soprattutto è l'ara che meglio di tutte si è prestata alla riproduzione in cattività: questa la ragione del suo grande successo presso allevatori e appassionati.
È uno dei pappagalli di maggiore taglia, con i suoi 86–88 cm, grazie anche alla lunga coda. È anche noto per la sua longevità, potendo raggiungere e superare i 70 anni.
L'aspetto generale è di un uccello dalla forma selvatica (cioè allungata), piuttosto forte e compatto, dalla buona apertura alare. In effetti si tratta di un buon volatore ma come la maggior parte degli Psittaciformi ama arrampicarsi facendo uso delle forti zampe e del becco.
La testa è grande, leggermente più massiccia nei maschi (ma il dimorfismo sessuale non è evidente), con fronte verde che sfuma in azzurro-blu verso il capo e la nuca; le redini e le guance sono di pelle nuda bianca con leggere striature nere, più accentuate in prossimità degli occhi. Evidente il nero del sottogola. Il forte e grande becco, anche in questo caso di maggior dimensioni nel maschio, è nero. L'occhio ha iride nera bordata di giallo (nei soggetti giovani la colorazione è marroncina). La nuca, la groppa e in generale tutta la parte superiore, comprese ali e coda, sono di un bell'azzurro-blu, mentre il collo, il petto, il ventre, l'addome e la parte inferiore di ali e coda sono di colore giallo intenso.
Le zampe, corte e robuste, adatte all'arrampicamento, sono di colore grigio scuro, come le unghie.

## Comportamento

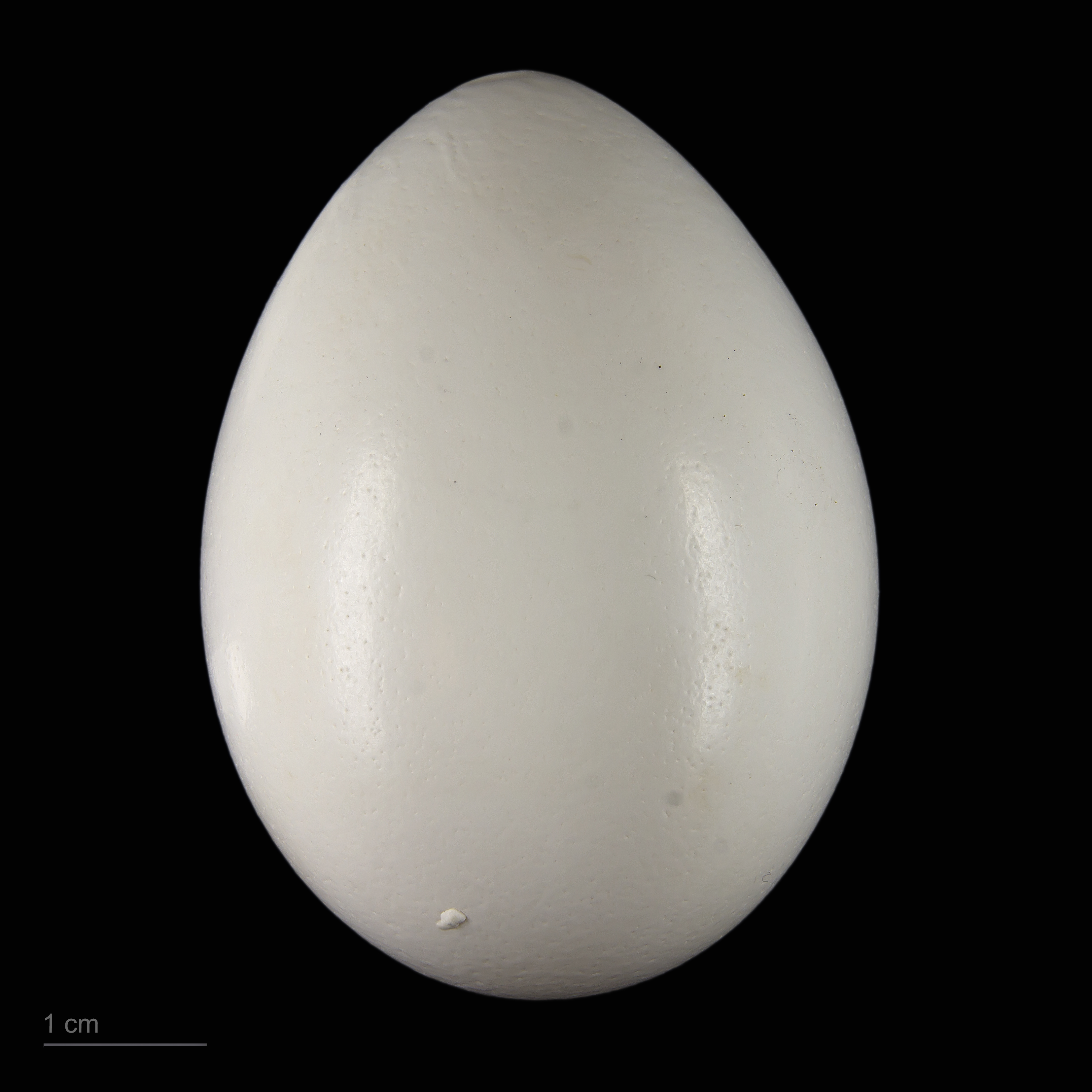
Uovo di Ara ararauna

L'habitat preferito è quello delle boscaglie fitte e delle foreste; tuttavia si adatta anche alle savane purché ricche di grandi alberi dove trovare riparo. È un uccello tranquillo, docile, gregario e buon imitatore, che in natura ha alcuni competitori ma pochissimi nemici (se si esclude l'uomo che sta distruggendo i suoi habitat) e che quindi ha sviluppato un elevato grado di socievolezza, che lo rende capace di convivere bene sia con i conspecifici sia con altre specie.
L'alimentazione consiste di frutta, sementi, bacche, germogli, lumachine e in generale tutto ciò che di commestibile trova sugli alberi, visto che a terra va poco e malvolentieri data la goffaggine con cui si muove. Il forte becco gli permette di mangiare senza difficoltà anche noci e altra frutta a guscio, da cui trae l'apporto proteico necessario.
La nidificazione avviene nel cavo di un albero, la femmina depone 2-3 uova che cova per 26 giorni: i piccoli escono dal nido dopo circa 14 settimane e per altrettante settimane resteranno ancora con i genitori che li nutriranno e li accudiranno con cura.
A circa 6-7 mesi la giovane ara è svezzata ma il suo periodo sensibile (ossia di apprendimento) durerà ancora almeno fino ai 3-4 anni, mentre la maturità sessuale sarà raggiunta attorno ai 6 anni, le femmine un po' prima dei maschi.

## Distribuzione

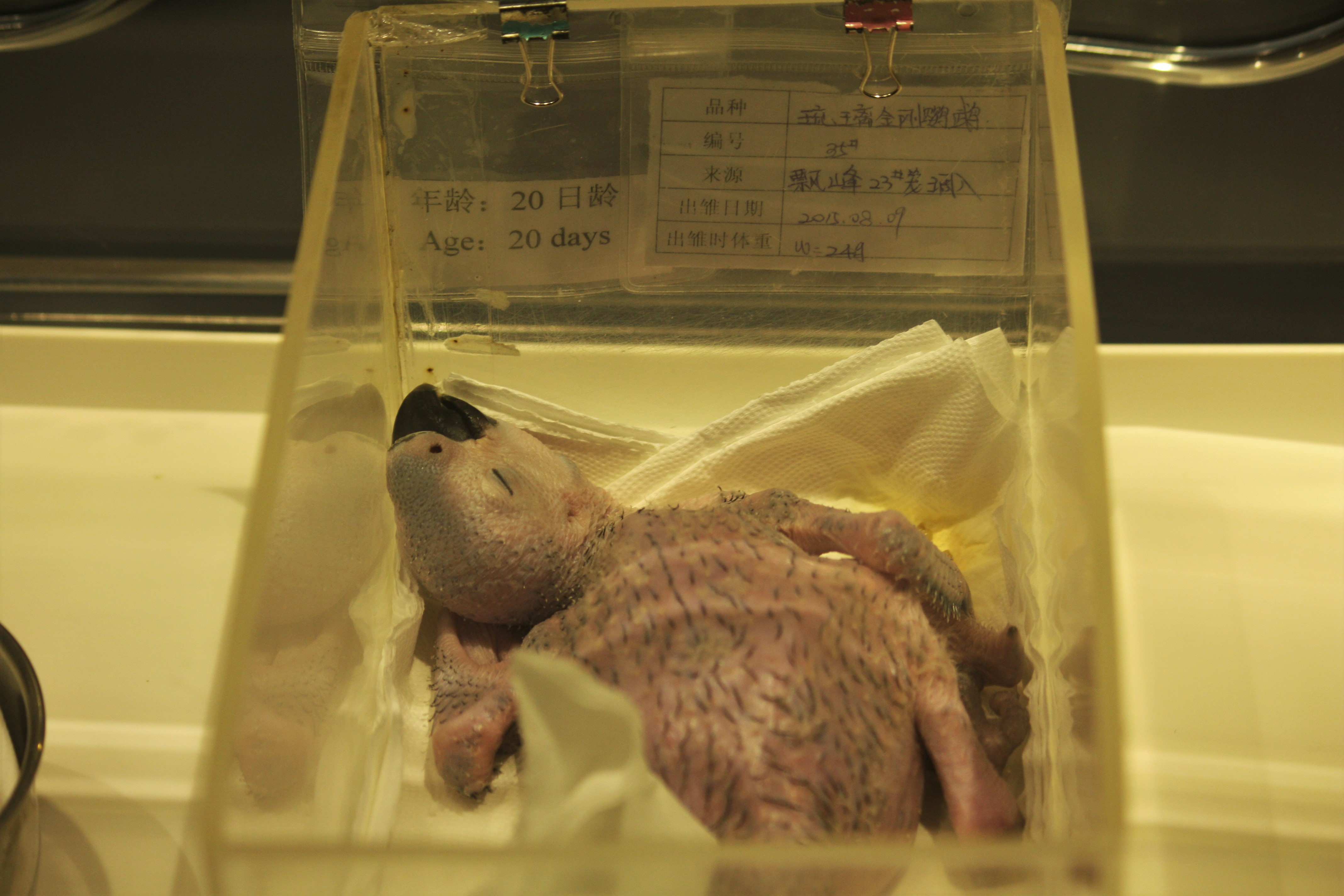
Pullo dal petto giallo (Ara ararauna), 20 giorni, Zoo di Guangzhou

La distribuzione di questo pappagallo è abbastanza vasta: è infatti presente in tutta la parte centro-settentrionale dell'America del Sud: Panama, Colombia, Ecuador, Perù, Venezuela, Guyana, Trinidad, Brasile, Bolivia, Paraguay e anche nel nord dell'Argentina dove però è assai più frequente incontrare una specie molto simile, che per alcuni studiosi sarebbe una sottospecie dell'ara gialloblù, ossia l'ara golablù, presente anche in Bolivia e Paraguay.

In cattività
È tra le specie di Ara più popolari in cattività. Si riproduce bene ed è un egregio animale da compagnia. Se lasciata sola in casa o in una stanza, tende ad urlare per richiamare l’attenzione. Date le dimensioni, ha bisogno di un alloggiamento adeguato e, per lo stesso motivo, quando è libera va continuamente sorvegliata.